# 15e arrondissement (Parijs)
Het 15e arrondissement is het dichtst bevolkte van de 20 arrondissementen van Parijs. Het heeft een oppervlakte van 8,48 km².

## Wijken
Zoals alle arrondissementen, is ook het 15e opgedeeld in vier kwartieren, (quartiers in het Frans).
- Quartier Saint-Lambert in het zuiden
- Quartier Necker in het oosten
- Quartier Grenelle in het noorden
- Quartier Javel in het westen

## Bezienswaardigheden
- Parc André Citroën

## Bevolking
| Jaar | Bevolking | Dichtheid      |
| ---- | --------- | -------------- |
| 1962 | 250.551   | 29.470 inw/km² |
| 1968 | 244.080   | 28.709 inw/km² |
| 1975 | 231.301   | 27.205 inw/km² |
| 1982 | 225.596   | 26.534 inw/km² |
| 1990 | 223.940   | 26.340 inw/km² |
| 1999 | 225.362   | 26.507 inw/km² |
| 2015 | 234.994   | 27.712 inw/km² |

- Bibliothèque nationale de France: cb146468336 (data)
- Gemeinsame Normdatei: 4462478-5
- International Standard Name Identifier: 0000 0001 2159 1477
- Système universitaire de documentation: 129115401
- Virtual International Authority File: 131690535